# لاري أوينز
لاري أوينز (بالإنجليزية: Larry Owens)‏ مواليد 8 يناير 1983 في ميسا، هو لاعب كرة سلة أمريكي بدأ مسيرته الاحترافية في سنة 2006 يلعب في دوري بي جاي ويحمل الرقم 15. يبلغ طوله 6 قدم 7 بوصة (2.0 م).

## فرق لعب لها
- سان أنطونيو سبرز
- واشنطن ويزاردز
- بروكلين نتس
- جاي دي أيه ديجون

## إحصائيات المسيرة

### الموسم الاعتيادي
| السنة   | الفريق           | لعب | بدأ | دقيقة | ميداني% | ثلاثية | حرة  | ارتداد | صنع | استلاب | تصدي | نقطة |
| ------- | ---------------- | --- | --- | ----- | ------- | ------ | ---- | ------ | --- | ------ | ---- | ---- |
| 2010–11 | سان أنطونيو سبرز | 7   | 0   | 4.4   | .500    | .333   | .500 | .6     | .1  | .3     | .0   | 1.3  |
| 2010–11 | واشنطن ويزاردز   | 5   | 0   | 22.4  | .462    | .500   | .400 | 2.2    | 1.4 | 1.4    | 1.0  | 6.2  |
| 2011–12 | بروكلين نتس      | 7   | 0   | 10.7  | .364    | .400   | .750 | 1.9    | .6  | .0     | .1   | 1.9  |
| المسيرة |                  | 19  | 0   | 11.5  | .442    | .444   | .538 | 1.5    | 0.6 | 0.5    | .3   | 2.8  |

## روابط خارجية
- لاري أوينز على موقع إن بي أي (الإنجليزية)
- لاري أوينز على موقع سبورتس رفرنس (الإنجليزية)
- لاري أوينز على موقع كرة السلة الأوروبية.كوم (الإنجليزية)
- لاري أوينز على موقع كلية كرة السلة في سبورتس رفرنس.كوم (الإنجليزية)
- لاري أوينز على موقع ريلجم (الإنجليزية)
- لاري أوينز على موقع بروبوليرز (الإنجليزية)
- لاري أوينز على موقع سبورتس رفرنس (الإنجليزية)
- لاري أوينز على موقع سبورتس رفرنس (الإنجليزية)